# Pueblo Canario Unido
Pueblo Canario Unido (PCU) fou una coalició política canària formada per Células Comunistas iPartido Comunista Canario-provisional (PCC(p)), dirigida per Fernando Sagaseta i Carlos Suárez. Va rebre suport d'un arc polític força variat (des del MPAIAC fins a l'extrema esquerra) i el seu programa es basava en:
- Dret del poble canari a decidir sobiranament el seu futur entre les diferents opcions possibles. Govern provisional i procés constituent. Dret a l'autodeterminació.
- Programa polític antifeixista que advoca per les plenes llibertats polítiques per a tot l'Estat espanyol, per una amnistia total i per un procés constituent a nivell d'Estat.
- Alternativa econòmica antioligàrquica i antiimperialista. Voluntat de mobilitzar les masses i col·laborar en la gestació d'organismes populars que defensin els seus interessos.
- Mesures socials orientades a millorar de manera immediata les condicions d'existència de la classe obrera i del conjunt de les capes populars.

A les eleccions generals espanyoles de 1977 només es presentà a la província de Las Palmas i va obtenir 17.717 vots (la tercera força més votada), però no va obtenir representació. El 1979, juntament amb el Partido de Unificación Comunista Canario (que s'havia presentat en coalició amb altres partits menors a la província de Santa Cruz de Tenerife) i algunes organitzacions socialistes autonomistes, va crear Unión del Pueblo Canario.